# Asteia elegantula
Asteia elegantula är en tvåvingeart som beskrevs av Zetterstedt 1847. Asteia elegantula ingår i släktet Asteia och familjen smalvingeflugor. Arten är reproducerande i Sverige. Inga underarter finns listade i Catalogue of Life.